# Sodopsis curvifascia
Sodopsis curvifascia là một loài bọ cánh cứng trong họ Cerambycidae.